# Audronė Morkūnienė
Audronė Morkūnienė (* 1959) ist eine litauische Politikerin, Vizeministerin für Sozialschutz und Arbeit.

## Leben
Nach dem Abitur an der Mittelschule absolvierte Audronė Morkūnienė 1982 das Diplomstudium der Wirtschaftskybernetik an der Fakultät für Wirtschaft der Vilniaus universitetas. Sie arbeitete als Leiterin  für Forschungen im Sozialschutz bei Lietuvos laisvosios rinkos institutas und als wissenschaftlicher Mitarbeiter bei Darbo ir socialinių tyrimų institutas.  Morkūnienė war Beraterin des Ministerpräsidenten, von 2002 bis 2004 und ab Juni 2005  Ministeriumssekretärin, 2001 Vizeministerin am Sozialministerium Litauens, zuständig für Sozialversicherung.
Von 2009 bis zum Februar 2011 war sie Stellvertreterin von Donatas Jankauskas im Kabinett Kubilius II. Ihr Nachfolger war Audrius Bitinas.
Audronė Morkūnienė ist verheiratet. Mit ihrem Mann Morkūnas hat sie zwei Söhne.